# Salme Rosalie Riig
Salme Rosalie Riig, también conocida como Salme Rosalie Riig-Schönberg o Riig-Reiman; (Pärnu, Estonia, 12 de agosto de 1903 - Palo Alto, California, 5 de septiembre de 1973) fue una escultora y grabadora estonia, que estuvo un tiempo radicada en Argentina.

## Infancia y educación
Salme Riig nació el 12 de agosto de 1903 en Pärnu, Estonia (en ese entonces parte del imperio ruso). Su padre se llamaba Johan Riig y su madre Ann Karvand.  Se graduó en el Instituto Femenino de Pärnu en 1922 y en la Escuela de Economía Doméstica de Szczecin en 1924, comenzando a trabajar como profesora de economía doméstica en Tartu. En 1926 se casó con Eduard Heinrich Schönberg, un profesor de literatura de la universidad. Ambos fundaron una editorial de relativa importancia en Estonia durante esas décadas.
Siguió sus estudio, formándose como profesora de historia del arte en la Facultad de Filosofía de la Universidad de Tartu, y continuó en el Departamento de Escultura de la Escuela de Arte Pallas, donde se formó en grabado con Ado Vabbe y escultura con Anton Starkopfi.
Desde el año 1938 y hasta 1944 expuso sus obras en Europa, tanto en Estonia como en Suecia, en las que solía presentar pequeñas esculturas o pinturas murales. También trabajó ilustrando portadas de libros. Como parte de su formación realizó varios viajes de estudio y perfeccionamiento en diversos países, como Alemania, Austria e Italia en 1937 y Suecia en 1945.

## Inmigración a Argentina y Estados Unidos
En el otoño de 1944 huyó de Estonia, probablemente durante la misma falleció su marido. Se refugió en Suecia hasta 1949. Durante estos años se volvió a casar, con un amigo de la infancia también oriundo de Pärmu, Mihkel Reiman. Migró a la Argentina, donde estuvo radicada varios años. En Argentina se instaló en Buenos Aires, alquilando un pequeño departamento. Sin embargo, logró insertarse en la comunidad estonia que ya existía en el país, y al poco tiempo se construyó una reputación como artista. Participó de diversas exposiciones, salones y galerías de la Argentina, tanto en Buenos Aires, como en Rosario y Córdoba. Obtuvo el Premio Único para Extranjeros en el Salón Nacional del año 1951. Sus obras tenían un estilo clásico, y se ocupó de temas marinos, mitológicos, bíblicos y la figura humana.
En 1968, y luego de enviudar de su segundo marido, se volvió a mudar, esta vez a Estados Unidos, donde viviría hasta su muerte ocurrida el 5 de septiembre de 1973 en Palo Alto (Estados Unidos).